# Graecostasis
Graecostasis var en tribun eller plattform, belägen på Comitium på Forum Romanum i antikens Rom. Graecostasis var belägen vid curian och rostra och var avsedd för ambassadörer och sändebud från Grekland, vilka inte hade tillåtelse att gå in i senatens curian. På graecostasis kunde sändebuden träffa senatorer eller åhöra talare på rostra.
Graecostasis var något upphöjd, men det är inte klarlagt huruvida den utgjorde en egentlig byggnad med tak eller ej. Graecostasis antas ha avlägsnats under Caesars regenttid (49–44 f.Kr.).
| Plan över Comitium (före Caesar) |
| --- |
| Curia Iulia Concordia- templet Saturnus altare Mundus Senaculum Rostra Vetera Lapis Niger Basilica Porcia Basilica Opimia Curia Hostilia Carcer Graecostasis Maenius- kolonnen Area Volcani |